# Karol Auer
Pour les articles homonymes, voir Auer.
Karol Auer est un peintre et lithographe actif en Galicie et à Lviv.

## Œuvres
Exemples :

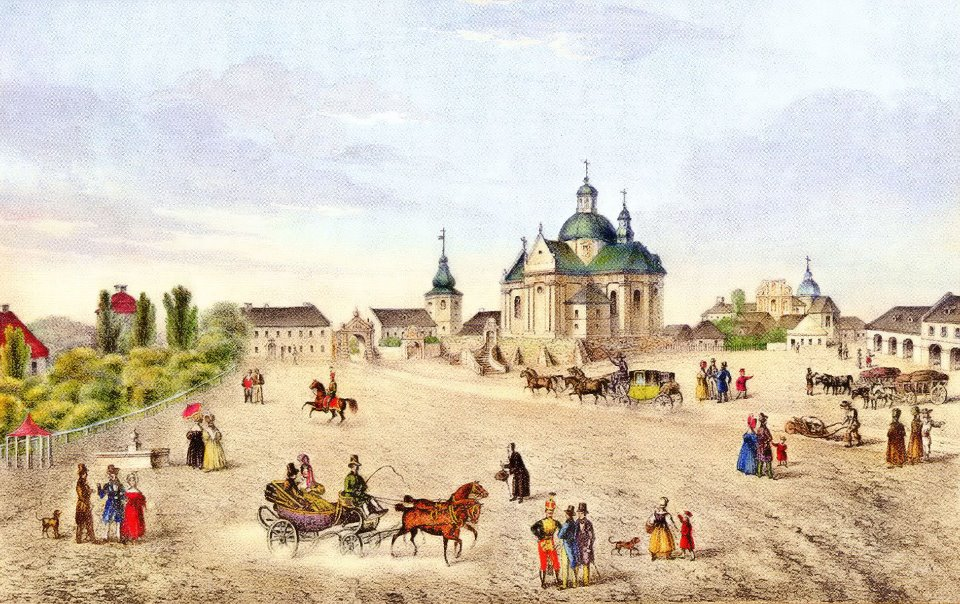
Place du marché de Jovkva,
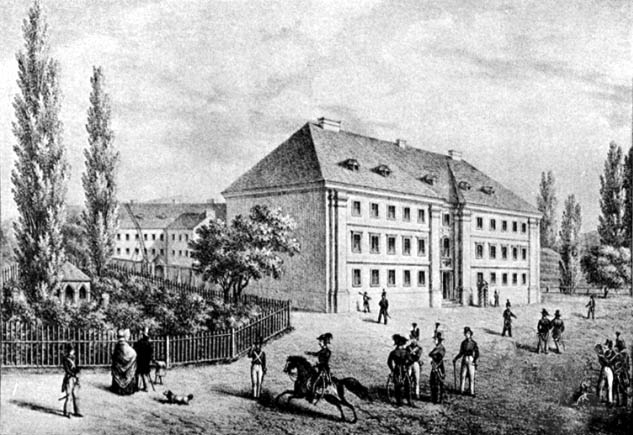
monastère Theatine à Lviv,
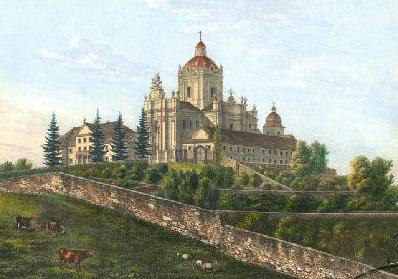
la cathédrale Saint-Georges de Lviv,
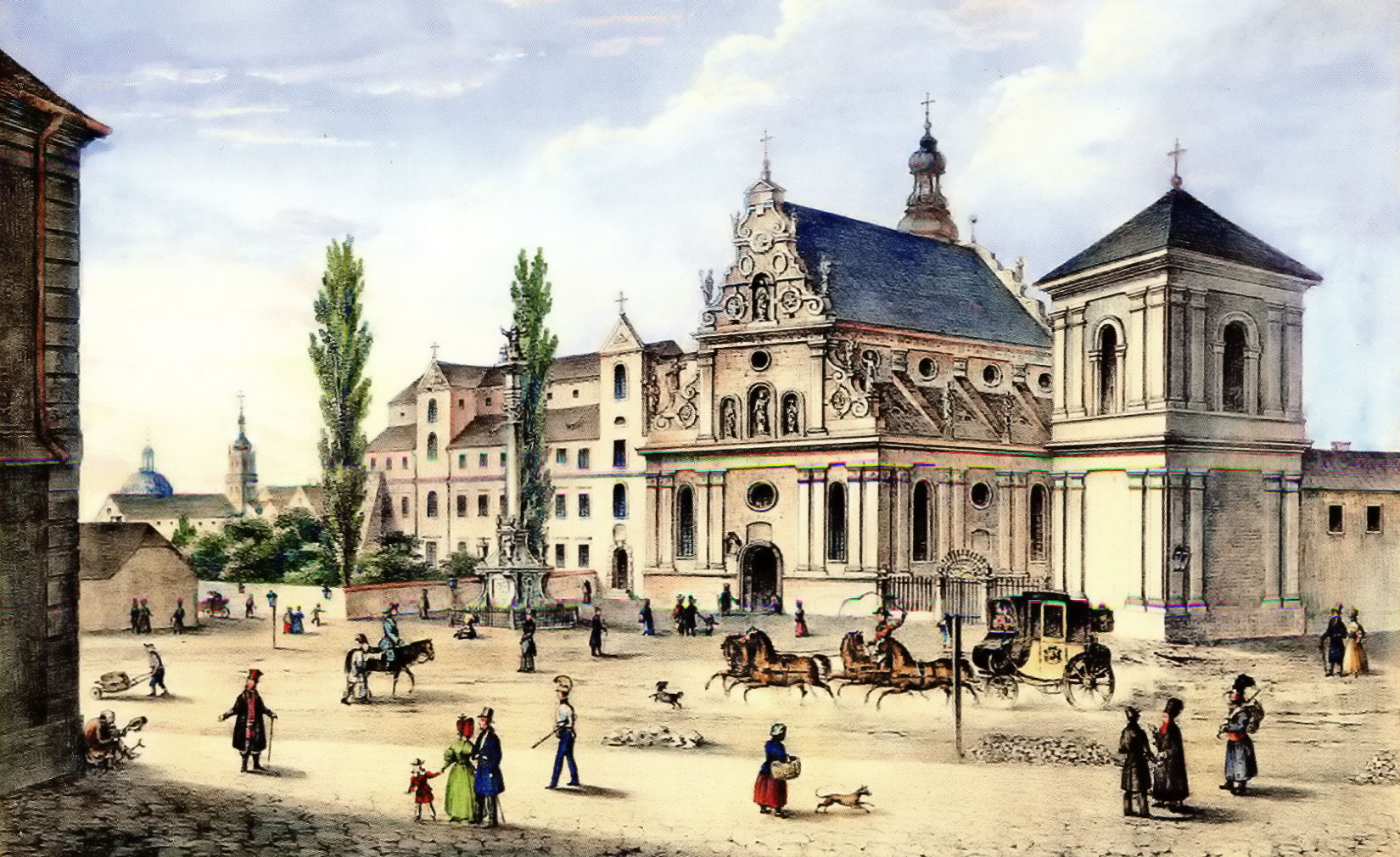
le Église et monastère des Bernardins,
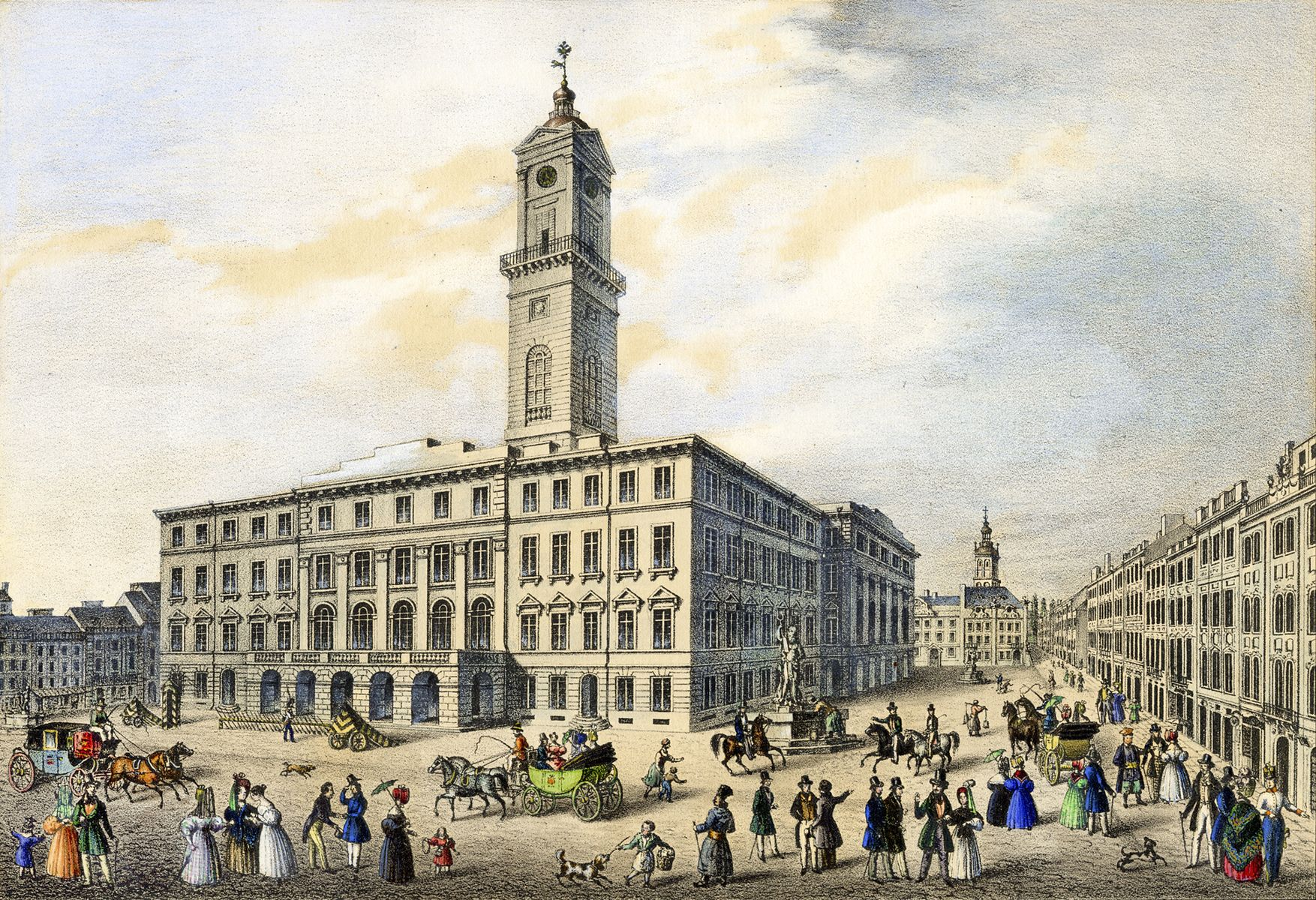
l'hôtel de ville de Lviv.